# Кецеровце
Кецеровце (слч. Kecerovce) насељено је мјесто са административним статусом сеоске општине (слч. obec) у округу Кошице-околина, у Кошичком крају, Словачка Република.

## Становништво
| Година:    | 1994. | 2004.    | 2014.    | 2024.    |
| ---------- | ----- | -------- | -------- | -------- |
| Број људи: | 1937  | 2582     | 3283     | 4076     |
| Разлика:   |       | +33,29 % | +27,14 % | +24,15 % |

| Година:    | 2023. | 2024.   |
| ---------- | ----- | ------- |
| Број људи: | 3973  | 4076    |
| Разлика:   |       | +2,59 % |

Према подацима о броју становника из 2011. године насеље је имало 3.043 становника.